# Wilhelm von Janko
Wilhelm Edler von Janko (* 5. Dezember 1835 in Mantua; † 2. April 1911 in Wien) war ein österreichischer Offizier, Archivar und Historiker.
Janko trat in die österreichische Armee ein und wirkte an den Kriegen 1859 gegen Italien, am Deutsch-Dänischen Krieg 1864 in Schleswig-Holstein und am Deutschen Krieg von 1866 in Böhmen mit. In Schleswig-Holstein war er im Generalstab tätig. Anschließend ging er ins k.k. Kriegsarchiv nach Wien. Dort fand er als Offizial Anstellung. 1883 wurde er als Hauptmann in den Ruhestand versetzt. Er war unter anderem auch Mitarbeiter an der Allgemeinen Deutschen Biographie (ADB).

## Werke (Auswahl)
- Wallenstein: ein Charakterbild im Sinne neuerer Geschichtsforschung auf Grundlage der angegebenen Quellen, Braumüller, Wien 1867.
- Laudon’s Leben: Nach Originalacten des k. k. Haus-, Hof-, Staats-u. Kriegs-Archivs, Correspondenzen u. Quellen geschrieben, Gerold, Wien 1969.
- Lazarus Freiherr von Schwendi, oberster Feldhauptmann und Rath Kaiser Maximilian’s II, Braumüller, Wien 1871.
- Rudolf von Habsburg und die Schlacht bei Dürnkrut am Marchfeld, Braumüller, Wien 1878.
- Fabel und Geschichte, eine Sammlung historischer Irrtümer und Fälschungen, Gerold, Wien 1880.